# Ljungskile Sportklubb
Il Ljungskile Sportklubb, meglio noto come Ljungskile SK, è una società calcistica svedese con sede nella città di Ljungskile. Nel 2021 il club torna a militare in Division 1, la terza serie nazionale, dopo un anno trascorso in Superettan.

## Storia
Fondato nel 1926, ha sempre militato nelle serie inferiori del campionato svedese, venendo promosso in Allsvenskan nella stagione 1997, dove rimase per una sola stagione. Proprio dal 1997, e fino al 2002, il club venne conosciuto come Panos Ljungskile SK, cambiamento di nome dovuto in seguito alla sponsorizzazione della Panos Emporio. Al termine del 2007, è stato nuovamente promosso in Allsvenskan.
Lo Skarsjövallen, che ospita le partite interne, ha una capacità di circa 8.000 spettatori.

## Allenatori
- Lars-Olof Mattsson (1996-1997)
- David Wilson (2003-2005)
- Lars-Olof Mattsson (2006)
- David Wilson (2009)
- Jörgen Wålemark (2010-2011)
- Zoran Lukić (2016)
- Jonas Olsson (2016)
- Glenn Ståhl (2017)
- Jörgen Wålemark (2018-2020)
- Erik Lund (2021-)

## Palmarès

### Competizioni nazionali
- Division 1: 1

2019
- Division 2: 3

1993, 2001, 2004

### Altri piazzamenti
- Superettan:

Terzo posto: 2014
Promozione: 2007
- Division 1:

Vittoria play-off: 1996